# コトバンク
コトバンクは、出版社などが提供する辞書・辞典・データベースを横断して検索できるウェブサイト。広告を収益源とし、利用料金は無料。運営者は株式会社CARTA HOLDINGSのグループ会社であるDIGITALIO（旧社名VOYAGE MARKETING）。2009年のサービス開始当初は「kotobank」の表記であったが、現在はカタカナによる表記となっている。

## 沿革
2008年6月、朝日新聞社と株式会社ECナビが、かつて発刊されていた現代用語事典『知恵蔵』をオンライン化した「みんなの知恵蔵」のサービスを開始したところ、「情報の網羅性を高めてほしい」という意見が集まり、各出版社の参加を仰いでさまざまな企業が参加できる辞書プラットフォームとしての再構築が進められた。2009年4月23日に朝日新聞社と株式会社ECナビが運営を行う形で「kotobank」のサービスがスタートした。発足時、講談社、小学館、朝日新聞出版の各社が提供するものを核とした44辞書・事典の計43万項目を網羅することを謳った。創設当初はページ内に朝日新聞社のwebサイト「asahi.com」の関連ニュースが表示されるなど、朝日新聞社との連携が強いものであった。
2011年3月より朝日新聞とジェネシックスがiPhone向け電子辞書プラットフォームアプリ「kotobank for iPhone」の配信を開始。2011年10月には運営を行っていたECナビは株式会社VOYAGE GROUPに商号変更した。
2019年10月1日、株式会社VOYAGE GROUPの企業再編に伴い、CARTA HOLDINGSの子会社である株式会社VOYAGE MARKETINGが運営を行うこととなった。2021年6月に登録商標が朝日新聞社からVOYAGE MARKETINGに譲渡された。
2022年1月、運営を行っている株式会社VOYAGE MARKETINGが社名を株式会社DIGITALIOに変更した。
同年5月、運営元の株式会社DIGITALIOと小学館のグループ会社である株式会社C-POTが事業提携し、コトバンクはこの2社での共同運営体制になった。

## 信頼性
2009年のサービス開始時、朝日新聞社をはじめとする運営者らはインターネット上の情報の信頼性の低さを指摘して、「情報の信頼性とクオリティ、そして検索性の高い、日本最大の無料用語解説サイトを目指します」と謳った。朝日新聞社のデジタルメディア本部長大西弘美は「信頼性の高いサイトを構築する」と述べている。
国立国会図書館収集書誌部は、コトバンク掲載の項目のうち「『百科事典マイペディア』等、冊子体が存在する、またはその後継のもの」「語句の解説が特定利用者向けではなく一般的なもの」は国立国会図書館件名標目表の普通件名新設時に作業の参考として利用してよいとしている。